# 比乔芬
比乔芬（法語：Bitschhoffen，法語發音：[bitʃofən]）是法国下莱茵省的一个市镇，属于阿格诺-维桑堡区。

## 地理
比乔芬（48°51'33"N, 7°37'12"E）面积2.54 平方千米，位于法国大東部大區下莱茵省，该省份为法国大陆部分最东部的省份，是阿尔萨斯的一部分，今与上莱茵省组成了阿尔萨斯欧洲集体，其南至上莱茵省，西南接孚日省和默尔特-摩泽尔省，西接摩泽尔省，北与德国接壤。
与比乔芬接壤的市镇（或旧市镇、城区）包括：恩维莱尔、阿格诺、金德维莱尔、米特赛姆、瓦勒德莫代尔。

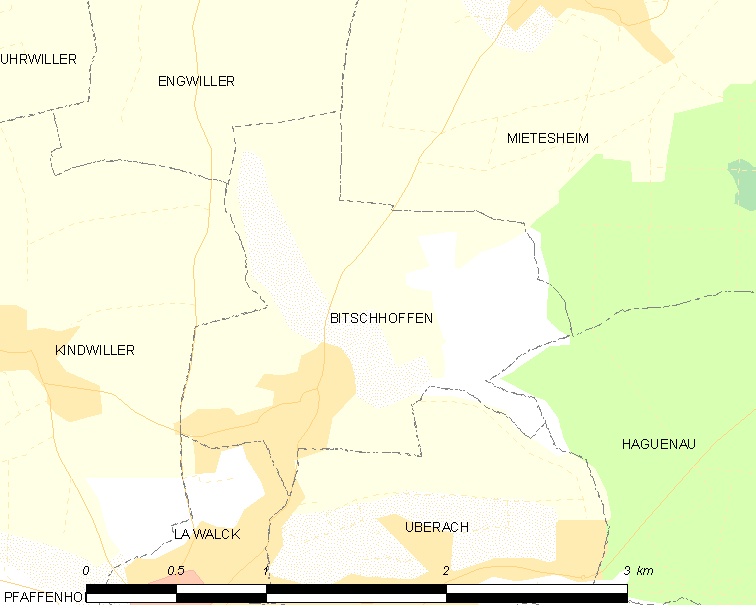
比乔芬的OSM定位图

比乔芬的时区为UTC+01:00、UTC+02:00（夏令时）。

## 行政
比乔芬的邮政编码为67350，INSEE市镇编码为67048。

## 政治
比乔芬所属的省级选区为賴什索芬縣。

## 人口

1962-2008年间比乔芬人口变化图示

比乔芬于2022年1月1日时的人口数量为461人。